# جان أنتوني
جان أنتوني (بالإنجليزية: Jean Antoine)‏ هي مصارعة محترفة أمريكية، ولدت في 17 يوليو 1943 في لاوريل في الولايات المتحدة، وتوفيت في 4 أغسطس 2016 في قرطاج في الولايات المتحدة بسبب أم الدم.

## روابط خارجية
- جان أنتوني على موقع CageMatch worker (الإنجليزية)